# Piraquara
Piraquara est une municipalité brésilienne située dans l'État du Paraná. Elle est surtout connue pour sa prison, la plus grande de cet Etat.  